# Джемініо Огніо
Джемініо Огніо (італ. Geminio Ognio, 13 грудня 1917 — 28 жовтня 1990) — італійський ватерполіст і плавець.
Олімпійський чемпіон 1948 року, бронзовий призер 1952 року.